# Valiant (U-Boot)
Die HMS Valiant war das Typschiff der Valiant-Klasse und das zweite britische Atom-U-Boot.

## Geschichte
Die HMS Valiant wurde am 22. Januar 1962 auf Kiel gelegt. Der Bau erfolgte bei Vickers-Armstrong. Der Stapellauf erfolgte am 3. Dezember 1963. Die Indienststellung erfolgte drei Jahre später, nämlich am 18. Juli 1966. Der Bau der Valiant hatte 25,3 Millionen britische Pfund gekostet. 1967 fuhr die HMS Valiant in 28 Tagen unter Wasser von Singapur nach England. In den Jahren 1970, 1977 und 1989 erfolgten Umbauten und es wurden Harpoon-Raketen nachgerüstet. 1982 nahm die HMS Valiant am Falklandkrieg teil. Nachdem im Juni 1994 Probleme am Antrieb auftraten, wurde sie am 12. August des Jahres außer Dienst gestellt.